# Ponte Alta
Ponte Alta é um município brasileiro localizado no estado de Santa Catarina, na região sul do país. Sua localização no Planalto Serrano proporciona um cenário de belas paisagens e clima frio, tornando-a um destino atrativo para turistas em busca de natureza e tranquilidade. Geograficamente, o município está situado a uma latitude 27º29'03" sul e a uma longitude 50º22'49" oeste, em uma altitude de 856 metros.
Com uma população de 4.437 habitantes, possui uma densidade demográfica de 7,71 habitantes por km². Ponte Alta teve seu desenvolvimento inicial vinculado à exploração de atividades agrícolas e pecuárias. Ao longo dos anos, a economia local se diversificou, incorporando também setores como o turismo, que se fortalece através das atrações naturais da região, como cachoeiras, montanhas e trilhas.
A história de Ponte Alta remonta a tempos antigos e antes da chegada dos colonizadores europeus, existiam diversos povos indígenas que habitavam o território. Essas comunidades indígenas possuíam suas próprias culturas, línguas, crenças e modos de vida, adaptados às condições e recursos naturais disponíveis na região montanhosa. A região era habitada por povos indígenas como Guaranis, Xoklengs e Kaingang. Foi um ponto estratégico de parada para as tropas que se deslocavam de Rio Grande do Sul a São Paulo Ao longo dos anos, foi cenário de conflitos envolvendo jagunços e bandeirantes, inclusive sendo afetada pelos acontecimentos da Guerra do Contestado.
A região é agraciada com a majestosa Serra Geral, que se ramifica em formações como a Serra do Pires (Caraguatá), Serra do Cafundó, Serra do São Felipe e Serra do Areial. Além do encanto paisagístico, bioma e abundância de árvores que purificam o ar, a presença de matas cerradas de difícil acesso deu origem a diversas comunidades, incluindo a comunidade Cerrado. Na paisagem do município, é possível encontrar a imponência das araucárias, além de áreas de reflorestamento de pinus e vastas pastagens.
A história oficial de Ponte Alta teve seu marco em 20 de setembro de 1964, data de sua fundação, graças ao trabalho de Ribamar Costa, que contribuiu para o desenvolvimento e crescimento da cidade.

Com uma herança rica e diversificada, Ponte Alta continua a se desenvolver, preservando suas raízes e encantando moradores e visitantes com suas belezas naturais e uma história fascinante que reflete a rica cultura e identidade da região.